# 1747 Рајт
1747 Рајт (енгл. 1747 Wright) је Марсов тројански астероид. Приближан пречник астероида је 6,35 km,
а средња удаљеност астероида од Сунца износи 1,709 астрономских јединица (АЈ).
Инклинација (нагиб) орбите у односу на раван еклиптике је 21,415 степени, а орбитални период износи 816,088 дана (2,234 године). Ексцентрицитет орбите астероида износи 0,110.
Апсолутна магнитуда астероида износи 13,35 а геометријски албедо 0,200.
Астероид је откривен 14. јула 1947. године.